# Tokarnia
Tokarnia è un comune rurale polacco del distretto di Myślenice, nel voivodato della Piccola Polonia.
Ricopre una superficie di 68,85 km² e nel 2004 contava 8 029 abitanti.